# Rasmus Hansen (forsvarsminister)
 Der er flere personer med dette navn, se Rasmus Hansen.
Hans Rasmus Hansen (16. august 1896 i Platangade 12, Kolding – 10. oktober 1971 i København) var en dansk politiker (Socialdemokraterne) og minister.

## Liv og karriere
Hansen var søn af ølkusk og senere borgmester i Kolding Knud Hansen og hustru Katrine Sørensen, 28år. Forældrene var viet året før i København.
Hansen var forsvarsminister i Regeringen Hans Hedtoft I, Regeringen Hans Hedtoft II og Regeringen H.C. Hansen I.
Blev i avisernes karikaturer kaldet "Rasmus Jet", fordi han som forsvarsminister i Regeringen Hans Hedtoft var med til at købe de første jetfly til Danmark.